# Joseph Grew

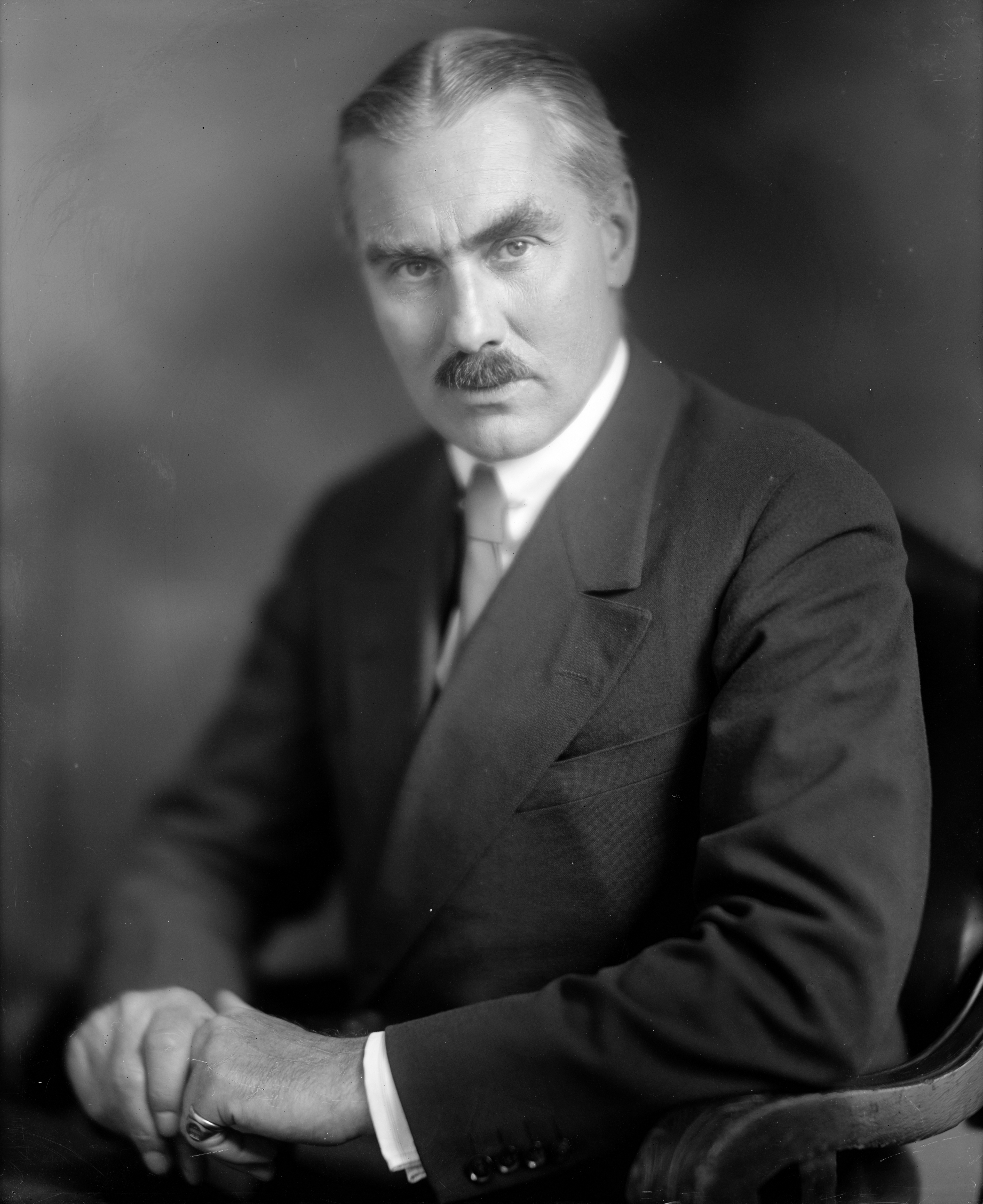
Joseph Grew

Joseph Clark Grew (27 de maio de 1880 – 25 de maio de 1965) foi um escritor, político e diplomata norte-americano. Era ele o embaixador no Japão quando ocorreu o ataque a Pearl Harbor.

## Carreira diplomática
Pertencente à classe alta de Boston, estudou na Universidade Harvard. No início da sua carreira diplomática foi encarregado de negócios em Viena quando em abril de 1917 se produziu a ruptura com o Império Austro-Húngaro por causa da entrada dos Estados Unidos na Primeira Guerra Mundial.
Depois foi embaixador dos Estados Unidos na Dinamarca (1920-1921), Suíça (1921-1924) e Turquia (1927-1932). Entre 1924 e 1927 foi sub-secretário de Estado. Em 1932 foi nomeado embaixador no Japão, cargo que desempenhou durante os nove anos seguintes, até ao ataque japonês à base de Pearl Harbor sem que tivesse havido uma prévia declaração de guerra.
A sua nomeação como embaixador no Japão tinha para Grew um significado especial pois era casado com uma neta de Matthew Perry, o comandante da força naval que se apresentou na baía de Tóquio em meados do século XIX, exigindo a abertura dos portos japoneses ao comércio internacional. O casamento foi muito bem recebido no país e o casal comparecia frequentemente nas reuniões da alta sociedade da capital japonesa.
Grew fez tudo o que estava ao seu alcance para evitar a guerra, mesmo tomando iniciativas sem dar conta prévia ao seu governo. Após o ataque a Pearl Harbor esteve detido durante nove meses por ordem do governo japonês até ter sido libertado e poder voltar aos Estados Unidos em agosto de 1942, incorporando-se imediatamente no Departamento de Estado. Sobre a sua experiência no Japão escreveu um livro muito influente com o título Ten Years in Japan (Dez anos no Japão).
Era genro da pintora Lilla Cabot Perry.

## Obras publicadas
- Sport and Travel in the Far East, 1910
- Report From Tokyo, 1942
- Ten Years in Japan, 1944
- Turbulent Era, Volume I, 1952
- Turbulent Era, Volume II, 1952